# Ozkolistni trpotec
Ozkolistni trpotec (znanstveno ime Plantago lanceolata) je vrsta trpotca z zdravilnimi lastnostmi, ki je pogosta tudi v Sloveniji. 

## Opis
Ozkolistni trpotec je trajnica, ki ima pri tleh rozeto suličastih listov, iz sredine rozete pa poganjajo od 10 do 40 cm visoka brezlistna stebla, na vrhu katerih je klasasto socvetje, v katerega so zbrani okoli 4 mm veliki cvetovi rjavkaste barve brez posebnega vonja. Rastlina cveti od aprila do oktobra, raste pa po travnikih in ob poteh. Plodovi so dvosemenske glavice. 

## Zdravilne lastnosti
Ozkolistni trpotec je vsestranska zdravilna rastlina, ki se še danes pogosto uporablja v sokovih in ostalih pripravkih. Učinkovine v ozkolistnem trpotcu so glikozidi, klorogenska kislina, ursolna kislina ter kremenčeva kislina. Vsebuje tudi veliko sluzi.
Čaj iz listov ozkolistnega trpotca se uporablja pri težavah z dihali in za pomirjanje dražečega kašlja. Najpogosteje se čaj priporoča za zdravljenje bronhitisa, saj pomaga tudi pri izkašljevanju. Priporočaa se tudi za lajšanje vnetij grla in žrela. Ozkolistni trpotec, oz. njegovi pripravki se uporabljajo tudi pri astmi, hemoroidom, pikom žuželk, turom in driski, pa tudi pri celjenju ran ali drugih poškodb kože.. Seme trpotca se uporablja za uravnavanje holesterola v krvi, pri driski ter za zbijanje povišanje telesne temperature..